# Barbara Matić
Barbara Matić (* 3. Dezember 1994 in Split) ist eine kroatische Judoka. Die Olympiasiegerin von 2024 war 2014, 2017, 2019 und 2023 jeweils Dritte der Europameisterschaften, 2024 wurde sie Europameisterin. 2021 und 2022 siegte sie bei den Weltmeisterschaften, 2023 wurde sie Dritte. Matić  steht beim JSV Speyer unter Vertrag.

## Sportliche Karriere

### Die Jahre bis 2016
Bis 2010 trat Barbara Matić in der Gewichtsklasse bis 63 Kilogramm an. 2009 war sie Dritte der Kadetten-Weltmeisterschaften. 2010 siegte sie bei den Kadetten-Europameisterschaften. Bei den Olympischen Jugend-Sommerspielen 2010 in Singapur gewann sie zwei Bronzemedaillen, eine im Einzelwettbewerb bis 63 Kilogramm und eine in der Mannschaftswertung mit einer gemischten Mannschaft.
Seit 2011 tritt die 1,71 m große Barbara Matić im Mittelgewicht an, der Gewichtsklasse bis 70 Kilogramm. Bei den kroatischen Landesmeisterschaften unterlag sie 2011 Kristina Marijanović. In der zweiten Jahreshälfte gewann sie zunächst eine Bronzemedaille bei den U20-Europameisterschaften. Später belegte sie jeweils einen fünften Platz bei den Junioren-Weltmeisterschaften und den U23-Europameisterschaften. 2012 gewann sie sowohl bei den U20-Europameisterschaften als auch bei den U23-Europameisterschaften eine Silbermedaille.
2013 gewann Barbara Matić ihren ersten kroatischen Meistertitel, der zweite folgte 2018. Bei den Europameisterschaften 2013 unterlag sie im Kampf um eine Bronzemedaille der Deutschen Laura Vargas-Koch. Im September 2013 gewann sie bei den Junioren-Europameisterschaften und im Oktober bei den Junioren-Weltmeisterschaften. 2014 unterlag sie Laura Vargas-Koch im Viertelfinale der Europameisterschaften in Montpellier. Mit Siegen in der Hoffnungsrunde über die Britin Sally Conway und die Spanierin María Bernabéu erkämpfte Matić eine Bronzemedaille. Vier Monate später belegte sie den fünften Platz bei den Weltmeisterschaften 2014. Im September 2014 wurde sie Zweite der Junioren-Europameisterschaften und im Oktober gewann sie bei den Junioren-Weltmeisterschaften.
2015 wurden die Europameisterschaften im Rahmen der Europaspiele 2015 in Baku ausgetragen. Barbara Matić schied im Achtelfinale gegen die Schweizerin Juliane Robra aus. Bei den Weltmeisterschaften 2015 in Astana unterlag sie in ihrem Auftaktkampf gegen die Niederländerin Kim Polling. Auch bei den Olympischen Spielen 2016 in Rio de Janeiro bestritt Matić nur einen Kampf, den sie gegen María Pérez aus Puerto Rico verlor.

### Die Jahre 2017 bis 2021
Bei den Europameisterschaften 2017 in Warschau unterlag Matić im Halbfinale der Deutschen Giovanna Scoccimarro, den Kampf um eine Bronzemedaille gewann sie gegen die Schwedin Anna Bernholm. Bei den Weltmeisterschaften in Budapest verlor sie den Auftaktkampf gegen die Spanierin Maria Bernabeu. Ende 2017 belegte Barbara Matić beim IJF-Masters-Turnier den zweiten Platz hinter Maria Portela aus Brasilien. Anfang 2018 erreichte sie das Finale beim Grand-Slam-Turnier in Düsseldorf, dort unterlag sie der Japanerin Yōko Ōno. Bei den Europameisterschaften in Tel Aviv bezwang Barbara Matić im Viertelfinale Maria Bernabeu, unterlag dann aber im Halbfinale Sally Conway und im Kampf um Bronze der Österreicherin Michaela Polleres.
2019 fanden die Europameisterschaften im Rahmen der Europaspiele 2019 in Minsk statt. Matić unterlag im Viertelfinale der Französin Marie-Ève Gahié, bezwang dann aber in der Hoffnungsrunde die Irin Megan Fletcher und im Kampf um Bronze die Polin Daria Pogorzelec. Bei den Weltmeisterschaften in Tokio schied Matić in ihrem zweiten Kampf gegen die Brasilianerin Maria Portela aus. Im Jahr 2020 fielen die meisten Turniere wegen der COVID-19-Pandemie aus. Ende Oktober wurde in Budapest ein Grand-Slam-Turnier ausgetragen. Barbara Matić gewann ihren ersten Grand-Slam-Titel mit einem Finalsieg über die Französin Margaux Pinot. Anfang 2021 erreichte sie zweimal ein Grand-Slam-Finale. Beim Turnier in Taschkent verlor sie im Finale gegen die Japanerin Chizuru Arai. Einen Monat später unterlag sie Kim Polling im Finale von Antalya. Im Juni 2021 fanden die Weltmeisterschaften in Budapest statt. Nach ihrem Halbfinalsieg über Michaela Polleres bezwang sie im Finale die Japanerin Yōko Ōno. Bei den Olympischen Spielen in Tokio verlor Matić im Viertelfinale gegen die Österreicherin Michaela Polleres. Nach einem Sieg in der Hoffnungsrunde über die Italienerin Alice Bellandi unterlag sie im Kampf um Bronze der Russin Madina Taimasowa.

### Die Jahre ab 2022
Im Oktober 2022 traf Barbara Matić im Finale der Weltmeisterschaften in Taschkent auf ihre Landsfrau Lara Cvjetko. Matić gewann und verteidigte damit ihren Titel aus dem Vorjahr erfolgreich. Ein halbes Jahr später bei den Weltmeisterschaften 2023 in Doha unterlag sie im Halbfinale der Japanerin Saki Niizoe, mit einem Sieg über die Venezolanerin Elvismar Rodríguez sicherte sich Matić eine Bronzemedaille. Ebenfalls Bronze gewann sie bei den Europameisterschaften 2023. 2024 siegte Matić bei den Grand Slams in Baku und Tiflis. Im April 2024 bei den Europameisterschaften in Zagreb besiegte sie im Halbfinale die Spanierin Ai Tsunoda und im Finale die Griechin Elisavet Teltsidou. Drei Monate später bei den Olympischen Spielen in Paris bezwang Barbara Matić im Viertelfinale die Spanierin Ai Tsunoda und im Halbfinale die Niederländerin Sanne van Dijke. Im Finale traf die Kroatin auf die Deutsche Miriam Butkereit und gewann in der regulären Kampfzeit nach einem Haltegriff.